# Hans Scholl
Hans Fritz Scholl (Ingersheim, 22 september 1918 - München, 22 februari 1943) was een van de oprichters van de Duitse verzetsgroep de Weiße Rose en de broer van Sophie Scholl.
Hoewel zijn vader een overtuigd tegenstander van de nazi's was, werd Hans Scholl in 1933 lid van de Hitlerjugend, waar hij in 1935 vaandeldrager van 150 jongens werd. Kort daarna werd hij echter lid van de onafhankelijke jeugdbond dj.1.11 (Deutsche Jungenschaft vom 1. November 1929), iets dat sinds 1936 verboden was. Toen de Gestapo in 1937 op zoek ging naar leden van dergelijke organisaties kwamen Hans Scholls homoseksuele contacten aan het licht en werd hij gearresteerd en aangeklaagd wegens lidmaatschap van een verboden jeugdorganisatie en voor overtreding van Paragraaf 175.
In de zomer van 1942 schreven en verspreidden hij en de andere leden van die Weiße Rose zes pamfletten die gericht waren tegen het naziregime in Duitsland tijdens de Tweede Wereldoorlog. Op 18 februari 1943 werden Hans en Sophie Scholl betrapt tijdens het verspreiden van het zesde pamflet in het gebouw van de Universiteit van München, waarna ze werden overgeleverd aan de Gestapo.
Pamfletten van de Weiße Rose werden vanuit München verspreid in Berlijn, Keulen, Stuttgart en Wenen. De Gestapo vermoedde intussen dat de pamfletten hun oorsprong vonden in studentenkringen in München. Een pamflet dat Londen had bereikt, werd daar in de herfst van 1943 in een grote oplage gedrukt en door Britse vliegtuigen over Duitsland afgeworpen.
Op 22 februari werden Hans Scholl, Sophie Scholl en een derde lid van de Witte Roos, Christoph Probst, ter dood veroordeeld wegens verraad, en dezelfde dag nog met behulp van de guillotine geëxecuteerd. Het graf van de drie veroordeelden bevindt zich op de begraafplaats Am Perlacher Forst, dat grenst aan de gevangenis (grafnr. 73-1-18/19).